# Союз Т-14
«Союз Т-14» — пилотируемый космический корабль серии «Союз Т».

## Экипаж старта
- Командир корабля — Васютин, Владимир Владимирович (1).
- Бортинженер корабля — Гречко, Георгий Михайлович (3).
- Космонавт-исследователь корабля — Волков, Александр Александрович (1).

## Дублирующий экипаж
- Командир корабля — Викторенко, Александр Степанович.
- Бортинженер корабля — Стрекалов, Геннадий Михайлович.
- Космонавт-исследователь корабля — Салей, Евгений Владимирович.

## Резервный экипаж
- Командир корабля — Соловьёв, Анатолий Яковлевич.
- Бортинженер корабля — Серебров, Александр Александрович.
- Космонавт-исследователь корабля — Москаленко, Николай Тихонович.

## Экипаж возвращения
- Командир корабля — Савиных, Виктор Петрович.
- Бортинженер корабля — Васютин, Владимир Владимирович.
- Космонавт-исследователь корабля — Волков, Александр Александрович.

## Описание полёта
Космический корабль «Союз Т-14» состыковался с космической станций «Салют-7» для проведения на ней 5-й основной экспедиции. В это время на станции находился экипаж космического корабля «Союз Т-13» — Владимир Джанибеков и Виктор Савиных. Бортинженер корабля — Георгий Гречко вернулся на Землю вместе с Джанибековым в космическом корабле «Союз Т-13» 26 сентября 1985 года.
Для работы с этой экспедицией был запущен 27 сентября и состыкован со станцией 2 октября Транспортный корабль снабжения ТКС-4 «Космос-1686». Корабль поработал как модуль станции и как грузовик, доставив на её борт 1550 кг топлива и 4322 кг расходных материалов и спецоборудование более 80 наименований, в том числе раздвижную ферму «Маяк». Модуль доставил научное оборудование массой 1255 кг. Аппаратура предназначалась для проведения более 200 экспериментов. Военно-прикладной оптический комплекс «Пион-К» с лазерно-электронным телескопом предназначался для оптического наблюдения с высоким разрешением, а также для выполнения программы «Октант» в интересах системы контроля космического пространства и ПРО. Также на модуле было 6 наименований аппаратуры гражданского научного назначения.
Однако, в результате болезни Владимира Васютина и внепланового досрочного прекращения полёта (его длительность составила менее трети от запланированной) была сорвана большая часть программы работы со всем этим оборудованием, а также 3 планируемые экспедиции посещения, в том числе полностью женского экипажа «Союз Т-15C» во главе со Светланой Савицкой.
Ввиду принятой в СССР секретности и утаивания космических неудач, о подробностях прекращённого полёта «Союза Т-14» общественность была ознакомлена в эпоху гласности позднее.